# 슈펜
슈펜은 2013년 5월 17일 이랜드그룹에서 만든 슈즈 SPA 브랜드이다.
아시아 최초 슈즈 SPA 슈펜은 베이직을 디자인 모토로 고객의 라이프와 트렌디에 맞는 합리적인 가격의 슈즈를 전개하는 브랜드이다. 또한 전세계 생산기지 60곳을 직접 방문하여 품질을 체크하고 직소싱해 합리적인 가격의 슈즈를 제안한다.
슈펜에는 캐주얼화, 여성화,남성화,아동화,잡화 총 5가지 카테고리가 있으며 매 시즌마다 신상품을 선보이고 있다.

## 역사
2013년 - 아시아 최초 슈즈 SPA 슈펜 런칭
2014년 - 홍대,신촌,가로수길 등 주요 상권 진출
2015년 - 중국,홍콩,말레이시아 글로벌 진출
2016년 - 연 매출 1,000억 돌파
2017년 - 주요 쇼핑몰, 백화점, 온라인 등 유통 플렛폼 진출
2019년 - 중앙일보 주최 소비자의 선택 BEST BRAND 대상 보관됨 2021-08-03 - 웨이백 머신 / 조선일보 주최 코리아 라이프스타일 어워즈 최우수상
2020년 - 뉴미디어 유튜버들과 상품 콜라보레이션 진행 (최겨울, 핏더사이즈, 밤비걸)
ESG 운영 - 2020년 '블링크 챌린지' 기부 캠페인 진행 2020년 환경보호를 위한 재생사를 사용하여 신발 제작 2021년 지파운데이션 취약계층을 위한 2억원 상당의 물품 지원